# Пилипо-Кошара
Пилипо-Кошара (укр. Пилипо-Кошара) — село на Украине, основано в 1488 году, находится в Романовском районе Житомирской области.
Население по переписи 2001 года составляет 343 человека. Почтовый индекс — 13031. Телефонный код — 4146. Занимает площадь 155,9 км².

## Адрес местного совета
130131, Житомирская область, Романовский р-н, с.Малая Козара, ул.Центральная, 15